# Tilen Finkšt
Tilen Finkšt (Liubliana, 6 de julio de 1997) es un ciclista profesional esloveno que milita en las filas del conjunto Adria Mobil. 
También compite en ciclismo de pista, habiendo participado en cuatro eventos en el Campeonato Europeo de Pista de la UEC 2020.

## Palmarés
2023
- 1 etapa del Istrian Spring Trophy
- Gran Premio Adria Mobil[1]
- 1 etapa del Tour de Bulgaria

2024
- Visegrad 4 Kerekparverseny

## Resultados enCampeonatos del Mundo
| Carrera         | Carrera         | 2016 | 2017 | 2018 | 2019 | 2020 | 2021 | 2022 | 2023 | 2024 |
| --------------- | --------------- | ---- | ---- | ---- | ---- | ---- | ---- | ---- | ---- | ---- |
| Mundial en Ruta | Mundial en Ruta | —    | —    | —    | —    | —    | —    | —    | Ab.  | —    |

—: no participa

Ab.: abandono